# Episodi di Suits (seconda stagione)
La seconda stagione della serie televisiva Suits, composta da 16 episodi, è stata trasmessa in prima visione assoluta negli Stati Uniti d'America dal canale via cavo USA Network dal 14 giugno 2012 al 21 febbraio 2013.
In Italia i primi dieci episodi sono stati trasmessi da Joi, canale a pagamento della piattaforma Mediaset Premium, dal 25 ottobre al 27 dicembre 2012; i restanti sei episodi sono andati in onda dal 18 aprile al 23 maggio 2013. In chiaro sono andati in onda su Italia 1 dal 13 agosto 2013.
| nº | Titolo originale   | Titolo italiano      | Prima TV USA     | Prima TV Italia  |
| -- | ------------------ | -------------------- | ---------------- | ---------------- |
| 1  | She Knows          | Lei lo sa            | 14 giugno 2012   | 25 ottobre 2012  |
| 2  | The Choice         | La scelta            | 21 giugno 2012   | 1º novembre 2012 |
| 3  | Meet the New Boss  | Il ritorno del capo  | 28 giugno 2012   | 8 novembre 2012  |
| 4  | Discovery          | La scoperta          | 12 luglio 2012   | 15 novembre 2012 |
| 5  | Break Point        | Punto di rottura     | 19 luglio 2012   | 22 novembre 2012 |
| 6  | All In             | Puntata massima      | 26 luglio 2012   | 29 novembre 2012 |
| 7  | Sucker Punch       | Colpo a tradimento   | 2 agosto 2012    | 6 dicembre 2012  |
| 8  | Rewind             | Rewind               | 9 agosto 2012    | 13 dicembre 2012 |
| 9  | Asterisk           | Il voto decisivo     | 16 agosto 2012   | 20 dicembre 2012 |
| 10 | High Noon          | Mezzogiorno di fuoco | 23 agosto 2012   | 27 dicembre 2012 |
| 11 | Blind-Sided        | Punto cieco          | 17 gennaio 2013  | 18 aprile 2013   |
| 12 | Blood in the Water | Sangue nell'acqua    | 24 gennaio 2013  | 25 aprile 2013   |
| 13 | Zane vs. Zane      | Padre contro figlia  | 31 gennaio 2013  | 2 maggio 2013    |
| 14 | He's Back          | Lo schiaffo          | 7 febbraio 2013  | 9 maggio 2013    |
| 15 | Normandy           | Normandia            | 14 febbraio 2013 | 16 maggio 2013   |
| 16 | War                | Guerra               | 21 febbraio 2013 | 23 maggio 2013   |

## Lei lo sa
- Titolo originale: She Knows
- Diretto da: Michael Smith
- Scritto da: Aaron Korsh

### Trama
Mike è stato invitato a cena da Jessica in un importante ristorante, cosa che in un primo momento lo spaventa, considerata la sua posizione "clandestina" in società, ma che lo stesso Mike finirà col credere un buon segnale (solo quelli che sono diventati soci sono stati a loro volta invitati da Jessica durante il primo anno). Jessica ha ascoltato però le accuse di Trevor rivolte verso l'amico Mike e, per quanto non possa immediatamente confermare che la laurea in legge di Mike sia falsa, non si fida del nuovo associato e chiede quindi ad Harvey di licenziarlo. Nel frattempo l'avvocato Hardman, ex-socio fondatore, allontanato dallo studio legale per truffa, che ha assistito per cinque anni la moglie malata terminale di cancro prima che questa morisse, minaccia (più o meno esplicitamente) di tornare alla guida della Pearson&Hardman. 
La situazione sociale di Mike continua inoltre a complicarsi, con il ragazzo che si trova tra due fuochi, Jenny e Rachel, tradito dall'amico di infanzia Trevor e dubitante che Harvey possa continuare a garantirgli il lavoro nello studio.

## La scelta
- Titolo originale: The Choice
- Diretto da: Kevin Bray
- Scritto da: Jon Cowan

### Trama
Mike affronta Rachel dopo aver ricevuto e ascoltato il messaggio che questa gli aveva lasciato in segreteria telefonica; intanto Jessica e Harvey si preparano all'imminente ritorno di Daniel Hardman nello studio. A tal proposito, Harvey si gioca il posto per Mike, asserendo che Jessica o li licenzia entrambi, restando sola contro Hardman, oppure li tiene entrambi. Harvey decide quindi di assistere a aiutare un altro Senior partner, Paul Porter, in un caso di bancarotta nella speranza di riuscire a persuadere quest'ultimo a sostenere Jessica contro un possibile attacco di Hardman. Tuttavia Harvey, incapace di collaborare, decide di procedere e vincere la causa a modo suo ignorando le indicazioni di Jessica e di Porter che ne usciranno quindi infastiditi (Jessica inoltre si sente tradita da Harvey). Nel frattempo Hardman cerca di comprarsi l'appoggio di Louis con regali e promesse lavorative. Mike intanto è finalmente riuscito a trovare l'intesa giusta con Rachel, ma Harvey gli sconsiglia vivamente di dirle che non è stato ad Harvard, e dopo aver saputo da Donna che il mentore si è giocato il posto di lavoro pur di non farlo licenziare, non se la sente di mettere tutti in pericolo rivelando ad un'altra persona il suo segreto, quindi chiude bruscamente la storia con Rachel, la quale pensa però che sia perché non tiene abbastanza a lei. Intanto, Harvey cerca di riavvicinarsi a Jessica, facendole capire che non sarà sola contro Hardman.
- Guest star: Michael Cristofer (Paul Porter)

## Il ritorno del capo
- Titolo originale: Meet the New Boss
- Diretto da: Michael Smith
- Scritto da: Erica Lipez

### Trama
L'episodio si apre con Mike che, tornando a casa, nota che qualcuno è entrato nel suo appartamento. Poco dopo egli scopre che è stata la nonna poiché dovevano cenare insieme ma lui se ne era completamente dimenticato. La storia prosegue nei locali della Pearson & Hardman, dove Jessica sta introducendo nuovamente il suo socio, Daniel Hardman, che suscita l'antipatia di Harvey a seguito di disguidi passati. Harvey nel frattempo deve lavorare su un caso del Prescott Hospital che riguarda il sindacato infermieri e si fa aiutare da Mike in modo da escludere completamente Hardman.

## La scoperta
- Titolo originale: Discovery
- Diretto da: Kevin Bray
- Scritto da: Daniel Arkin

### Trama
Travis Tanner è tornato in città e, con l'unica intenzione di vendicarsi su Harvey, cita a giudizio la Pearson&Hardman con l'accusa di aver trattenuto e nascosto una prova schiacciante che avrebbe visto colpevole un loro cliente, la Coastal Motors. Questa situazione spinge Harvey e Jessica a essere ancora meno trasparenti con Hardman. Nel frattempo Louis e Mike collaborano con entusiasmo in un caso che vede incriminata una grande società di acqua imbottigliata accusata di pubblicità ingannevole da un'azienda di più modeste dimensioni. Nonostante la grande intesa iniziale le paranoie di Louis sembrano ostacolare sia la nascente amicizia con Mike che la sua stessa permanenza nello studio. Incaricata di indagare negli archivi, Donna è scioccata nello scoprire di aver effettivamente ricevuto e firmato il documento incriminante.
- Guest star: Eric Close (Travis Tanner)

## Punto di rottura
- Titolo originale: Break Point
- Diretto da: Christopher Misiano
- Scritto da: Ethan Drogin

### Trama
Harvey si sente minacciato quando Jessica incarica Allison Holt di difendere lui e il futuro dello studio da un'accusa di frode, e questo suo essere subordinato potrebbe portare a più ampie conseguenze. Mike è invece impegnato a rappresentare una promessa del tennis (Julian Alcaraz) che vuole ottenere l'emancipazione da suo padre e coach il quale si oppone all'entrata del figlio sedicenne nei tornei professionali di tennis. Donna, presa dal panico per il ritrovamento del documento della Coastal Motors, viene licenziata dopo aver distrutto la prova. La controparte accetta un risarcimento milionario dalla Coastal Motors ma allo studio chiede 5 milioni di dollari, il declassamento di Harvey e il suo deferimento all'Ordine degli Avvocati.
- Altri interpreti: Conrad Dunn

## Puntata massima
- Titolo originale: All in
- Diretto da: John Scott
- Scritto da: Karla Nappi

### Trama
Ad Atlantic City Harvey e Mike decidono di seguire il caso di un uomo che ha scommesso e perso al gioco la sua compagnia; questo per preservare gli storici rapporti che legano Harvey al cliente Keith Hoyt. Nel frattempo Louis e Rachel trovano sintonia mentre lavorano insieme per proteggere gli interessi di un'associazione del balletto. Jessica si sforza per tenere insieme il suo studio e ricusa la giudice.
- Guest star: Scott Grimes (scommettitore), Matthew Glave (avvocato), Peter Outerbridge (Keith Hoyt)

## Colpo a tradimento
- Titolo originale: Sucker Punch
- Diretto da: Adam Davidson
- Scritto da: Genevieve Sparling

### Trama
La causa in sospeso contro lo studio vede Harvey rivolgersi a Zoe Lawford, una ex collega con cui in passato ha avuto una storia, per chiederle di prendersi in carico la difesa della Pearson&Hardman. Zoe propone di sottoporre il team dello studio a un finto processo come preparazione a quello effettivo. In questa "prova generale" Louis prende le parti dell'avvocato Travis Tanner, mentre Mike ha il compito di assisterlo. Da parte sua Harvey cerca di convincere Donna a testimoniare a suo favore dichiarando in tribunale di aver distrutto il documento della Coastal Motors, ma questa si rifiuta assumendo un proprio avvocato e appellandosi al Quinto emendamento.
- Guest star: Jacinda Barrett (Zoe Lawford)

## Rewind
- Titolo originale: Rewind
- Diretto da: Félix Alcalá
- Scritto da: Rick Muirragui

### Trama
In questo episodio Harvey e Mike sono protagonisti di un flash-back che li riporta a cinque anni prima per mostrarci come le loro azioni passate abbiano influito sul loro presente. La narrazione mostra come Harvey, dopo la morte di suo padre, sia velocemente passato dall'essere associato Senior all'essere Junior partner e come Mike abbia iniziato a falsificare i test di ammissione per la facoltà di legge. Vengono inoltre rivelati alcuni dettagli circa il licenziamento di Hardman dalla compagnia e di come esista un sospettato legato alla causa che potrebbe aiutare Jessica a sconfiggere Hardman nel controllo dello studio.

## Il voto decisivo
- Titolo originale: Asterisk
- Diretto da: Jennifer Getzinger
- Scritto da: Justin Peacock

### Trama
Donna ritorna al lavoro mentre lo studio è in fermento per la votazione di socio principale tra Jessica Pearson e Daniel Hardman, tornato dopo la morte della moglie. Louis diventerà finalmente socio senior al pari di Harvey, sarà Hardman a renderlo tale e quindi Donna avvisa Jessica che potrebbe non avere abbastanza voti. Jessica incarica Harvey di essere gentile con Louis, lo porta a cena fuori ma è inutile. Harvey si occupa di una causa per diffamazione con l'aiuto di Mike. Mike e Rachel cercano un'abitazione migliore per la nonnina ma quando sembra tutto pronto giunge la triste notizia della sua morte.

## Mezzogiorno di fuoco
- Titolo originale: High Noon
- Diretto da: Kevin Bray
- Scritto da: Erica Lipez

## Punto cieco
- Titolo originale: Blind-Sided
- Diretto da: David Platt
- Scritto da: Ethan Drogin

## Sangue nell'acqua
- Titolo originale: Blood in the Water
- Diretto da: Roger Kumble
- Scritto da: Genevieve Sparling

### Trama
La Pearson Hardman si ritrova a dover affrontare il caos lasciato dopo la fine della battaglia tra Jessica e Daniel.
Tutti i migliori associati iniziano ad andarsene in altri studi legali, persino a Mike viene proposto di cambiare ma resta fedele ad Harvey (che diventa sempre più irascibile e nervoso).

## Padre contro figlia
- Titolo originale: Zane vs. Zane
- Diretto da: Nicole Kassell
- Scritto da: Rick Muirragui

### Trama
Il giorno del compleanno di Rachel, durante un pranzo con il padre, quest’ultimo continua a sminuirla poiché crede che lei non abbia la stoffa per diventare avvocato. Per questo motivo, Rachel chiede a Mike di poterlo aiutare a distruggere il padre.
Robert Zane si arrabbia con Harvey, poiché quest’ultimo fa assistere Rachel alla deposizione della cliente, così che lei possa vedere quanto lui possa essere crudele, così ritira l’offerta proposta alla cliente per andare a discuterne in tribunale.
Nel mentre nello studio inizia una serie di dispetti tra Louis e la nuova associata di Harvey, Katrina, che però finirà con una tregua dopo che la donna farà anche arrestare l’uomo in tribunale. 
Robert propone a Jessica una fusione tra gli studi, minacciando di mandare in rovina lo studio con più di 45 casi singoli da gestire, ma Jessica risponde alle minacce e rimette l’uomo al suo posto, convincendolo ad abbandonare il caso, passandolo a Daniel Hardman. 
Alla fine Robert e Rachel si riappacificano. 
Mike regala a Rachel il suo punteggio al test di abilitazione di legge incorniciato e i due tornano in buoni rapporti. 

## Lo schiaffo
- Titolo originale: He's Back
- Diretto da: Kevin Bray
- Scritto da: Daniel Arkin

## Normandia
- Titolo originale: Normandy
- Diretto da: Terry McDonough
- Scritto da: Jon Cowan

### Trama
Scottie ritorna alla Pearson per proporre ad Harvey di far lavorare i loro studi legali insieme. I due volano insieme per affrontare una delle 45 cause contro Daniel Hardman, riuscendo a vincerla.
Si scopre che Jessica sta pianificando una fusione con Edward Darby, socio titolare dello studio di Dana Scott.
Harvey non reagisce bene e propone una scommessa a Darby: se dovesse riuscire a vincere, quest’ultimo dovrà rinunciare alla fusione.
Rachel scopre di non esser stata ammessa ad Harvard.

## Guerra
- Titolo originale: War
- Diretto da: John Scott
- Scritto da: Aaron Korsh

### Trama
Louis dice a Rachel che il motivo per cui non è stata ammessa ad Harvard è Shila, la responsabile alle ammissioni con cui lui ha avuto dei dissapori, e che lei sta agendo per vendicarsi, anche se è falso: Rachel non è stata ritenuta abbastanza brava.
Si scopre che Harvey ha fatto un patto con Jessica: se dovesse vincere lui, Scottie sarà fuori, in caso contrario se ne andrà lui.
Rachel chiede a Mike di firmare una lettera da inviare ad Harvard per un reclamo contro la sua non ammissione, ma lui non può farlo, non avendo mai frequentato Harvard.
Donna parla con Scottie e scopre che la donna è innamorata di Harvey e farebbe di tutto per farsi perdonare per non avergli detto prima della fusione, infatti consegna a Mike un fascicolo che non avrebbe dovuto mai cedere.
Jessica chiede a Mike, che ha appena ricevuto da Scottie la prova chiave per la vittoria di Harvey, di tradire quest’ultimo non presentando la mozione; se non dovesse farlo lei lo denuncerà al procuratore per aver esercitato senza la laurea.
Harvey lo scopre e si arrabbia duramente con Mike, cercando di licenziarlo, ma Jessica gli promette di proteggerlo.
Jessica ha un duro scontro con Harvey e gli intima di stare al suo posto e di accettare la fusione. 
Darby scopre cosa ha fatto Scottie e la licenzia, ma Harvey riesce a salvarle il posto.
Rachel va da nell’archivio da Mike e, dopo uno scontro verbale in cui lei gli dice di aver scoperto che lui non ha mai mandato la lettera di reclamo per aiutarla, Mike ammette di non aver mai frequentato Harvard.
Mike si sfoga con lei, dicendole di aver perso tutta la sua vita, Trevor, sua nonna, Harvey e probabilmente anche il suo lavoro, ma che non è pronto a perdere anche lei.
Dopo ciò i due hanno il loro primo momento intimo.